# Рудник злата Плава птица
```
Рудник
 
злата
 
Плава птица
 је 
рудник злата који се
 налази 15км југо-југозападно од Мекатхара, Западна Аустралија.
[
1
]
```

Рудник је у власништву Вестголд Ресурси Лимитед (Westgold Resources Limited), компаније настале у новембру 2016. године из преноса златне имовине Металс X Лимитед (Metals X Limited), који је Пројекат купио од компаније Рид Ресурси (Reed Resources) у мају 2014. године. 

## Историја
Рудник је био у власништву компаније Ст Барбара Минес Лтд (St Barbara Mines Ltd) од 1991. до октобра 2005. године, када га је Ст Барбара (St Barbara) продала Меркатору (Mercator),  за готовину и акције у износу од 18 милиона долара и еколошку обвезницу од три милиона долара.  У време куповине Меркатор је већ посједовао бројне истраживачке закупе на том подручју. 
Св. Барбара (St Barbara) је потрошила 30 милиона долара на руднику почетком 2000-их на надоградњу постројења и развој његових површинских и подземних операција.  Рударство у Плавој птици обустављено је у мају 2004. године.  Св. Барбара је рудник касније продао Меркатор Голд-у за 38 милиона долара.
Рударство је настављено под Меркатором у четвртом тромесечју 2007. Компанија је планирала да произведе 2.5 тона злата у првој години, повећавши се на 3.4 тона у 2008. години.  Ископавање је обављено на отвореној јами „ Сурприсе“ и „ Блуебирд“ (Surprise and the Bluebird). 
Меркатор је 25. септембра 2008. објавио да је обустављено копање у јами Изненађење јер је близина јаме Великој северној магистрали (Great Northern Highway) изазвала забринутост. Резање је требало да се настави до октобра те године, а затим ће се наставити у јануару 2009. године. Меркатор је такође планирао да прикупи 58 милиона долара за рефинансирање пословања и отплату дугова.
Дана 9. октобра 2008, Меркатор је затражио обуставу трговања након именовања Фериер Ходгсон (Ferrier Hodgson) за администраторе оперативне подружнице компаније, Меркатор Голд Аустралиа Пти Лтд (Mercator Gold Australia Pty Ltd). Све рударске активности на Плавој птици обустављене су и рудник стављен у бригу и одржавање.  За финансијску годину 2007-08, Меркатор је исказао губитак у износу од 31,883,479 фунти. Неки од разлога затварања били су лош план рудника и неспособност компаније да прикупи потребни капитал током светске финансијске кризе. 
На крају 2009. Меркатор се надао да би продаја рудника Мекатхара Голд Корпоратион (Meekatharra Gold Corporation), компанији која ће бити уврштена на Tоронто берзу (Toronto Stock Exchange), требало да буде окончана 2010. године.  Након што компанија Мекатхара Голд Корпоратион (Meekatharra Gold Corporation) није успела у покушају куповине рудника, продата је компанији Рид Ресоурцес (Reed Resources) за 26,7 милиона долара у јануару 2011. године. 
Рид се нада да ће рудник поново отворити до краја 2012. године и извршити минирање у отвореној јами и у подземној операцији. 

## Производња рудника
| Година  | Производња | Граде    | Трошак по унци |
| 2000    | 2.4 тона   | 0,93 г/т | $ 321          |
| 2001    | 3.15 тона  | 1,67 г/т | $ 469          |
| 2002 1  | 2.75 тона  | 2,29 г/т | $ 459          |
| 2002-03 | 2.73 тона  | 1,47 г/т |                |
| 2003-04 | 1.07 тона  | 0,84 г/т |                |
| 2004-07 | неактиван  |          |                |
| 2007-08 | 0.91 тона  |          |                |
| 2008-11 | неактиван  |          |                |

- 1 Подаци само за јануар до септембар 2002.